# Divokej Bill
Divokej Bill (рус. «Дикий Билл») — чешская рок-группа из города Ували, исполняющая так называемый фолк-рок. Гастролирует по всей Чешской Республике и за её пределами. Выступала с такими группами как Čechomor (10:20 Connection Tour), Tři sestry (Turné pro radost, рус. «гастроли для удовольствия»); в Англии выступала с группой The Levellers. Последний CD, выпущенный группой, называется Unisono (2011 год).

## История
Группа Divokej Bill из чешского города Ували была основана в 1998 году из участников групп Wáša и Medvěd 009, когда Вашек Блага (гитара, вокал), Ондра Поспишил (банджо, вокал), Мила Юрач (бас-гитара, вокал) и Ота Смрковски (ударные) объединились и сделали программу из примерно десяти песен, с которой стали выступать в небольших окрестных клубах и трактирах. Были записаны также четыре песни на студии Коцоур на Просеку (чеш. «Kocour na Proseku») (звукооператор Мартин Браксаторис). Группа пришлась по вкусу и, благодаря хорошим настроениям в городе и поддержке друзей, отыграла около пятнадцати выступлений (в большинстве случаев на аппаратуре группы The Snails, взятой напрокат). В это время набирает набирает популярность «Увальский биг-бит» — концерт увальских групп на соколском поле (чеш. «sokolské hřišti») в начале июня, где группа выступает в качестве музыкальной команды и организатора.
Группу замечает журналист Ярда Шпулак, пишет о ней несколько положительных статей. Год спустя из группы уходят Ондра с Отто, и Divokej Bill начинает поиски новых музыкантов. Уже шестого июля 1998 года к группе присоединяются: Роман Прохазка (акустическая гитара, вокал), Штепан Карбулка (вокал), Адам Карлик (скрипка, вокал), Мартин Пецка (аккордеон) и Гонза Веселы (ударные). Группа начинает сотрудничество с Ameba Production и Петрем Форштем, менеджером группы.
Первый альбом Divokej Bill записывают на любительской студии; он включил в себя семь песен, записанных семью музыкантами, и поэтому был назван «Sedm statečných» (рус. «Семь храбрых»).
Первоначальным струнным инструментом группы было банджо, но после ухода Поспишила этого элемента стало не хватать. Поэтому к Divokej Bill присоединился Гонза Бартл, игравший в то время на банджо в группе «Country mix».
Далее следует контракт на три альбома с компанией Monitor Emi. Первый альбом был записан за 25 дней, вышел в июне 2000-го года и получил название «Propustka do pekel» (рус. Пропуск в ад). Безусловным хитом стала песня «Plakala» (рус. «Плакала»); группа стала получать всё больше предложений выступить.
Второй альбом получил название «Svatá pravda». Группа играет концерт в культовом клубе Rock cafe, получает всё большую популярность, выступает на самых престижных фестивалях.
Из группы уходит барабанщик Гонза и на его место становится Мара Жежулка, игравший в группе Arkain.
Записанный третий альбом становится золотым. Песня «Znamení» (рус. «Знаки») принимается в ротацию радиостанций. Третий альбом завершает контракт с Monitor Emi.

## Состав группы
- Вацлав Блага (чеш. Václav „Venda“ Bláha) — вокал, гитара
- Юрда Чаруй (чеш. Jurda „Šolim“ Čaruj) — вокал, бас-гитара
- Штепан Карбулка (чеш. Štěpán Karbulka) — вокал
- Адам Карлик (чеш. Adam Karlík) — скрипка
- Роман Прохазка (чеш. Roman „Prochajda“ Procházka) — акустическая гитара, вокал
- Гонза Бартл (чеш. Honza „Jack“ Bártl) — банджо
- Мартин Пецка (чеш. Martin „Pecan“ Pecka) — аккордеон
- Марек Жежулка (чеш. Marek Žežulka) — ударные

## Дискография
- Osm statečných (1999)
- Propustka do pekel (2000)
- Svatá pravda (2001)
- Mezi nima (2003)
- Lucerna live (DVD) (2004)
- Divokej Bill (2006)
- Rock for people (Cd/Dvd) (2007)
- Mlsná (2009)
- Unisono (Best Of 2000—2010) (2011)
- 15 (2013)

## Награды
- Первое место по итогам опроса «Český slavík» (рус. Чешский соловей) за 2006 год с 33 377-ю голосами.